# Nana (1970)
Nana är en fransk-svensk dramafilm från 1970 i regi av Mac Ahlberg. I rollerna ses bland andra Anna Gaël, Gillian Hills och Lars Lunøe.

## Om filmen
Filmens förlaga var romanen Nana av Émile Zola från 1880, vilken omarbetades till filmmanus av Tore Sjöberg och Ahlberg. Filmen spelades in mellan den 8 december 1969 och 24 mars 1970 i Novaris studio i Köpenhamn, Nice och på Franska rivieran. Sjöberg var producent och fotograf var Andréas Winding. Filmen klipptes av Ingemar Ejve och premiärvisades 9 november 1970 på biografen Saga i Stockholm.
Filmen fick ett mindre rättsligt efterspel då huvudrollsinnehavaren Anna Gaël hävdade att hon blivit lovad att hon inte skulle förekomma i nakenscener och hon hävdade vidare att det i den färdiga filmen var omöjligt att avgöra om det var hon eller någon annan i nakenscenerna. Producenterna hävdade å sin sida att Gaël sett filmen två gånger och godkänt den för visning.

## Handling
Filmen kretsar kring den unga Nana som gör succé på Bonds nattklubb.

## Rollista
- Anna Gaël – Nana
- Gillian Hills	– Tina
- Lars Lunøe – greve Haupt
- Keve Hjelm – Werner von Falke
- Gérard Berner	– Georges
- Rikki Septimus – Rikki
- Hans Ernback – Hoffman
- Peter Bonke – Forman
- Keith Bradfield – fotograf
- Poul Glargaard – Leon Schildt
- Fritz Ruzicka	– Bond
- Erik Holme – Pallin
- Simon Rosenbaum – baron Otis
- Willy Peters – prins
- Elsa Jackson – Ginny
- Yvonne Ekman – Diana
- Helli Louise – Simone
- Bonnie Ewans – Clara

### Fotnoter
1. 1 2 3 4  ”Nana”. Svensk Filmdatabas. https://www.svenskfilmdatabas.se/sv/item/?type=film&itemid=4858. Läst 26 april 2013.